# Frédéric Nicolas Duvernoy

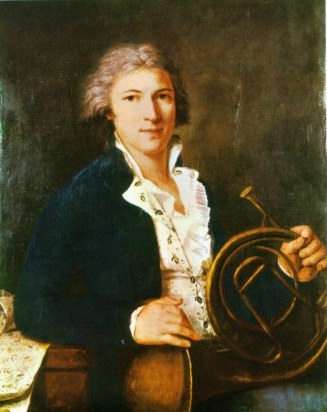

Frédéric-Nicolas Duvernoy (Montbéliard, 16 oktober 1765 – Parijs, 19 juli 1838) was een Frans componist, muziekpedagoog en hoornist.

## Levensloop
Duvernoy was als hoornist en componist grotendeels een autodidact. In 1788 werd hij lid (hoornist) van het Orchestre de la Comédie Italienne in Parijs, maar in 1790 wisselde hij al tot het harmonieorkest van de Nationale Garde. In 1797 werd hij hoornist en vanaf 1799 solohoornist in het orkest van de Parijse Opéra. In 1801 werd hij voor zijn solistisch werk, vooral voor zijn virtuoos spel, van het gewone orkest bevrijd en was sindsdien lid van de "Chapelle Musique".
Vanaf 1795 doceerde hij aan het Conservatoire national supérieur de musique in Parijs. Hij is de auteur van een bekende methode voor hoorn Méthode pour cor mixte (1802) en voor zijn Leçons manuscrites de solfège.
Als componist schreef hij een aantal concerten voor hoorn en orkest, symphonies concertantes en kamermuziek alsook een Pas de manoeuvre voor harmonieorkest. In het Parijse "Musée de l'Opéra" hangt een schilderij van Jean-Baptiste-Jacques Augustin (1759-1832) met een portret van Frédéric-Nicolas Duvernoy uit 1817, waar hij met een zogenoemd Inventionshoorn geportretteerd is.
In een chronologie van de Société des Concerts du Conservatoire 1828-1969 is een hoornist (Antoine François) Frédéric (Auguste) Duvernoy ((Seine), 17 juli 1800 – Nancy, 19 oktober 1874) als vermoedelijke zoon van Frédéric Nicolas Duvernoy opgetekend. Zijn broer, de bekende klarinettist en componist Charles Duvernoy, is tegelijkertijd vader van de componist Henri Duvernoy.

## Composities

### Werken voor orkest
- 1795 Première concert, voor hoorn en orkest
- 1796 Deuxième concert, voor hoorn en orkest
- Troisième concert, voor hoorn en orkest
- Quatrième concert, voor hoorn en orkest
- Cinquième concert, voor hoorn en orkest (in samenwerking met: François Devienne)https://web.archive.org/web/20070514034255/http://hector.ucdavis.edu/SdC/
- Sixième concert, voor hoorn en orkest
- Septième concert, voor hoorn en orkest
- Huitième concert, voor hoorn en orkest
- Neuvième concert, voor hoorn en orkest
- Dixième concert, voor hoorn en orkest
- Études façile, voor piano en orkest, op. 176
  1. in C groot, nr. 2
  2. in C groot, nr. 3
  3. in G groot, nr. 6
  4. in F groot, nr. 8
  5. in D groot, nr. 10
  6. in C groot, nr. 13
  7. in A groot, nr. 15
  8. in F groot, nr. 17
  9. in a klein, nr. 18
- Symphonie concertante, voor hoorn, harp en kamerorkest

### Werken voor harmonieorkest
- Pas de manoeuvre, voor harmonieorkest

### Kamermuziek
- 1815 Nocturne nr. 1, voor hoorn en harp
- 1815 Nocturne nr. 2, voor hoorn en harp
  1. Allegro Assai
  2. Andantino
  3. Allegro
- 1815 Nocturne nr. 3, voor hoorn en harp
- 20 duetten, voor twee hoorns, op. 3
- 4 Trios, voor drie hoorns
- Concertino, voor dwarsfluit en piano (of: orgel), op. 45
- Fantaisie, voor hoorn en piano
- Intermezzo, voor dwarsfluit en piano, op. 41, nr. 2
- Quatrième Divertissement, voor hoorn en piano
- Reveil de Jean-Jacques Rousseau : sixième fantaisie, voor piano en hoorn (of altviool)
- Sonata, voor hoorn en fagot (of: cello)
- Trio nr. 1, voor hoorn, viool en piano
  1. Adagio
  2. Allegretto

### Pedagogische werken
- 1802 Méthode pour le Cor (Methode voor hoorn)
- Leçons manuscrites de solfège - 20 leçons, volume 1 avec accompagnement pour piano
- Leçons manuscrites de solfège volume 2 sans accompagnement